# Vildagliptin
Vildagliptin ist ein  antidiabetisch wirksamer Arzneistoff.
Das Adamantanderivat Vildagliptin ist nach Sitagliptin der zweite Arzneistoff aus der neuen Klasse der Dipeptidyl-Peptidase-4-Inhibitoren und wurde nach seinem Entdecker, dem Chemiker Edwin B. Villhauer, benannt. Anders als die Inkretinmimetika wie Exenatid ahmen diese Gliptine nicht die Struktur der Inkretine nach, sondern behindern deren Abbau. Wie alle neu zugelassenen Arzneistoffe ist auch Vildagliptin verschreibungspflichtig.

## Zulassung und Vermarktung
Das Medikament wurde nach europaweiter Zulassung durch die Europäische Kommission  im Frühjahr 2008 von Novartis unter dem Namen Galvus zur oralen Behandlung des Diabetes mellitus Typ 2 bei Erwachsenen in den Markt eingeführt. Es folgte eine fixe Kombination mit Metformin unter dem Namen Eucreas (international Galvus-Met).
In Deutschland stellte der Gemeinsame Bundesausschuss (G-BA) in seinem Beschluss vom 1. Oktober 2013 fest, dass Vildagliptin keinen Zusatznutzen gegenüber der Vergleichstherapie mit einem Sulfonylharnstoff aufweise.
Daraufhin hätte der Hersteller erneut in Verhandlungen mit den Kassen über den Erstattungspreis treten müssen.
Stattdessen entschloss sich Novartis, den Verkauf in Deutschland zum 1. Juli 2014 einzustellen, da „keine Einigung mit dem GKV-Spitzenverband […] bezüglich eines angemessenen Preises“ erzielt werden konnte. Im Oktober 2018 kamen Galvus und Eucreas in Deutschland zurück auf den Markt.

## Wirkungsweise und Pharmakologie

### Inkretine
Das glukoseabhängige insulinotrope Peptid (GIP) und das Glucagon-like Peptid 1 (GLP-1) sind Inkretine, die vom Darm fortwährend in die Blutbahn sezerniert werden. Die Inkretin-Abgabe wird nach einer Mahlzeit gesteigert. Sowohl GIP als auch GLP-1 erhöhen die Synthese und die Freisetzung des Insulins aus den β-Zellen der Langerhans-Inseln, die sich wiederum im Pankreas befinden.
GLP-1 senkt außerdem die Exkretion von Glucagon, dessen Hauptaufgabe die Blutzuckerspiegel-Erhöhung ist und das in den α-Zellen gebildet und gespeichert wird.
Die Inkretine wirken nur auf die Insulin-Freisetzung, wenn der Glucose-Blutspiegel nach einer Nahrungsaufnahme hoch ist. Ein Vorteil dieser Wirkweise ist, dass eine Hypoglykämie (also eine zu starke Blutzuckerspiegel-Absenkung mit Folgen bis zu Krämpfen und Bewusstlosigkeit) durch die Einnahme dieses Wirkstoffs nicht eintreten kann, was bei einigen anderen Antidiabetika möglich ist. Auch die Glucagon-Freisetzungshemmung findet nur bei erhöhtem Glucose-Blutspiegel statt.

### Funktion der Dipeptidyl-Peptidase-4
siehe auch Hauptartikel: Dipeptidyl-Peptidase-4
Die Dipeptidyl-Peptidase-4 (DPP4) ist eine Exopeptidase, sie spaltet von Proteinen (am N-terminalen Ende) ein Dipeptid ab. Das aus dem Darm freigesetzte GLP-1 wird so innerhalb von wenigen Minuten inaktiviert und trägt nicht mehr zur Blutglucosespiegel-Senkung bei.

### Hemmwirkung des Vildagliptins
Vildagliptin ist ein Substrat von DPP4, anders als Sitagliptin, das ein kompetitiver Inhibitor der DPP4 ist. Vildagliptin verlangsamt durch DPP4-Hemmung den Abbau von GLP-1 und erzeugt dadurch eine höhere und länger anhaltende GLP-1-Konzentration im Blut. Durch die gesteigerte und zeitlich verlängerte Anwesenheit des GLP-1 wird die körpereigene Insulin-Produktion und -Ausschüttung gesteigert und die Glucagonabgabe gebremst. Durch diese Effekte wird der Blutglucosespiegel gesenkt. Als DPP4-Hemmer wirkt Vildagliptin nur dann, wenn auch gleichzeitig GLP-1 gebildet und die Blutzuckerkonzentration erhöht ist. Dies führt zu einem gegenüber Sulfonylharnstoffen oder Gliniden geringeren Risiko einer Hypoglykämie. Unter Vildagliptin-Einnahme wurde die Absenkung des HbA1c-Werts nachgewiesen, was die dauerhafte Blutzuckerspiegel-Senkung über die letzten 8 Wochen vor der HbA1c-Wert-Messung widerspiegelt.

## Anwendungsgebiete
Vildagliptin ist angezeigt zur Blutzuckersenkung bei Diabetes mellitus, wenn Diät und Bewegung nicht ausreichen und Metformin nicht geeignet ist. Vildagliptin wird in einer Zweifachkombination zur peroralen Behandlung des Diabetes mellitus Typ 2 angewendet und wird kombiniert entweder mit Metformin, einem Sulfonylharnstoff oder einem Thiazolidindion, wenn die jeweilige Einzelsubstanz-Therapie nicht ausreicht, um den Blutzucker ausreichend einzustellen. Die Unbedenklichkeit und Wirksamkeit von Vildagliptin in einer Dreifachkombination sind dagegen nicht nachgewiesen. Auch der HbA1c-Wert sinkt durch Therapie mit Vildagliptin. Die empfohlene Tagesdosis beträgt für erwachsene Menschen je nach Komedikation (Kombination mit Sulfonylharnstoffen) oder Nierenfunktion entweder 50 mg oder 2 mal 50 mg pro Tag. Gleichzeitige Nahrungsaufnahme beeinflusst die Wirkung nicht.

## Anwendungsbeschränkungen
Vildagliptin darf nicht angewendet werden (Gegenanzeigen):
- beim Vorliegen eines Diabetes mellitus Typ 1
- zur Behandlung einer Ketoazidose
- beim Bestehen schwerer Leberfunktionsstörungen, da es Transaminasen (Leberwerte) erhöhen kann
- beim Bestehen einer Schwangerschaft

Nicht empfohlen wird die Anwendung von Vildagliptin:
- bei Bestehen von Leberfunktionsstörungen
- bei Patienten mit mittelschweren bis starken Nierenfunktionsstörungen und bei Dialyse-Patienten mit terminaler Niereninsuffizienz wegen begrenzter Erfahrung
- bei Patienten mit Herzinsuffizienz der Stufen NYHA III-IV wegen mangelnder Erfahrung
- bei Patienten unter 18 Jahren wegen mangelnder Daten[12]

## Interaktionen
Wechselwirkungen mit anderen Arzneimitteln wurden in den klinischen Studien nicht beobachtet. Die Wahrscheinlichkeit für Wechselwirkungen ist deshalb so gering, weil Vildagliptin nicht über die Cytochrom P450-Superfamilie metabolisiert wird und somit weder den Abbau von Cytochrom-P450-metabolisierten Wirkstoffen behindern noch in ihrem Abbau behindert werden und auch kein Cytochrom-P450-Isoenzym induzieren.
Möglicherweise kann, analog zu Interaktionen bei anderen Antidiabetika, die Blutglucosespiegel-Senkung durch Thiazid-Diuretika, Corticosteroide, Schilddrüsenarzneimittel und Sympathomimetika beeinträchtigt sein.

## Nebenwirkungen
Bei einer Monotherapie mit Vildagliptin kam es gelegentlich (mindestens bei jedem tausendsten Probanden und maximal bei jedem hundertsten) zu einer Hypoglykämie und Anstieg der Transaminasen (Leberenzyme). Ein solcher Leberenzymanstieg ist Hinweis auf mögliche Leberschäden. Die Leberwerte sind unter Therapie zu kontrollieren. Aufgrund möglicher Leberschäden darf das Medikament nicht wie geplant einmal täglich genommen werden, sondern muss auf zwei Tagesdosen aufgeteilt werden. Auffallend sind Harnwegsinfekte, die in einer Studie fast dreimal häufiger als unter Placebo auftraten.
In Kombination mit Metformin kam es häufig (mindestens bei jedem hundertsten Probanden und maximal bei jedem zehnten) zu Tremor, Kopfschmerzen, Schwindel, Hypoglykämie (etwas häufiger als bei Metformin + Placebo), Übelkeit und gelegentlich zu Müdigkeit.
In Kombination mit einem Sulfonylharnstoff kam es häufig zur Hypoglykämie (bei Vildagliptin und Glimepirid etwas häufiger als bei Placebo und Glimepirid), Tremor, Kopfschmerzen, Schwindel, Asthenie sowie gelegentlich zu Verstopfung. Sehr selten (weniger als bei jedem zehntausendsten Probanden) trat eine Nasopharyngitis auf (Entzündung der Nasen- und Rachen-Schleimhaut).
In Kombination mit einem Thiazolidindion wurde häufig ein Anstieg des Körpergewichts und periphere Ödeme beobachtet, gelegentlich Kopfschmerzen und Asthenie.

## Nutzen-/Risikobetrachtung
Vildagliptin senkt den HbA1c (ein Surrogatmarker für die Blutzuckereinstellung) um 0,5 % bis 0,8 % (50 mg) bzw. 0,7 % bis 1,1 % (100 mg) gegenüber Placebo. Dies ist etwas schlechter als andere orale Antidiabetika. Gegenüber Rosiglitazon und Metformin konnte eine Nicht-Unterlegenheit nicht nachgewiesen werden. Es liegen keine Daten zur Langzeitsicherheit oder zur Wirkung auf Spätkomplikationen des Diabetes mellitus vor.

## Pharmakokinetik

### Resorption
Wird die Tablette mit dem Wirkstoff nüchtern eingenommen, so werden nach 1,7 Stunden die maximalen Plasmaspiegel erreicht. Sofern die Tablette nach einer Mahlzeit eingenommen wurde, verschiebt sich das dann etwas niedrigere Plasmaspiegel-Maximum auf etwa 2,5 Stunden nach der Aufnahme. In beiden Fällen betrug die Bioverfügbarkeit 85 %.

### Verteilung
Vildagliptin hat eine Plasmaproteinbindung von 9,3 %, was die Gefahr von Arzneistoff-Wechselwirkungen durch Plasmaprotein-Verdrängung nahezu ausschließt. Das Verteilungsvolumen im Fließgleichgewicht nach i.v.-Verabreichung beträgt 71 Liter, was darauf hindeutet, dass sich Vildagliptin nicht nur im Blutkreislauf verteilt.

### Metabolisierung
69 % der Vildagliptin-Gesamtdosis werden verstoffwechselt. 57 % der Gesamtdosis werden an der Cyano-Gruppe hydrolysiert, wobei der inaktive Carbonsäure-Metabolit entsteht. 4 % der Gesamtdosis werden an der Amidbindung hydrolysiert. Auch DPP4 trägt teilweise zur Hydrolysierung von Vildagliptin bei. Über Isoenzyme der Cytochrom-P450-Superfamilie wird Vildagliptin (laut in-vitro-Untersuchungen) nicht metabolisiert.

### Elimination
Etwa 85 % der Gesamtdosis werden über den Urin ausgeschieden, 15 % über die Fäzes. Die Eliminationshalbwertszeit beträgt etwa 2 Stunden nach intravenöser Verabreichung und 3 Stunden nach peroralen Einnahme.

## Chemie
Der Name von Vildagliptin nach der IUPAC-Nomenklatur ist (2S)-{((3-Hydroxyadamantan-1-yl)amino)acetyl}pyrrolidin-2-carbonitril; es ist damit ein Derivat des Adamantan. Vildagliptin ist ein weißes bis leicht gelbliches oder leicht graues kristallines Pulver, polymorphe Modifikationen sind bislang unbekannt. Es ist nicht hygroskopisch und sehr gut löslich in Wasser und organischen Lösungsmitteln. Vildagliptin hat ein Chiralitätszentrum und somit zwei Enantiomere, von denen nur das (S)-Enantiomer (das Eutomer) als Arzneistoff eingesetzt wird. Das (R)-Enantiomer ist das biologisch unwirksame Distomer.

## Handelsnamen
Monopräparate
Galvus (EU), jalra (A,D), Xiliarx (A)
Kombinationspräparate
- mit Metformin: Eucreas (EU), Zomarist (A), icandra (D)